# Stenomacrus kincaidi
Stenomacrus kincaidi là một loài tò vò trong họ Ichneumonidae.